# Жорж Ваньє
Генерал-майор  Жорж-Філеас Ваньє  (фр. Georges-Philéas Vanier; 23 квітня 1888, Монреаль, Квебек — 5 березня 1967, Оттава, Онтаріо — канадський адвокат, солдат, дипломат, 19-й Генерал-губернатор Канади.

## Біографія
Народився у двомовній (англо-французькій) сім'ї. Випускник Коледжу Лойоли (фр. Loyola College; нині Університет Конкордія) і Університет Лаваль завершив вивчення права в 1911 році. [2], [3]

## З біографії
У 1915 році Ваньє сприяв організації 22-го Франко-канадського батальйону Експедиційних сил Канади; в 1916 йому присуджено «Воєнний хрест Великої Британії». У кінці 1918, коли Ваньє керував наступом на містечко Шерізі (фр. Chérisy) в районі Па-де-Кале в Франції, отримав поранення в груди і в обидві ноги, після чого втратив праву ногу [1]. У кінці Першої світової війни знову одержав медаль «Воєнний хрест Великої Британії» медаль кампанії Британської імперії «Зірка 1914—1915» (англ. 1914-15 Star) та став орденоносцем «За видатні заслуги». Після війни Ваньє повернувся до Канади та працював адвокатом у місті Монреаль. 29 вересня 1921 року одружився з Поліною Арчер (англ. Pauline Archer), з якою мав п'ятеро дітей, серед них сина Жана Ваньє.
У 1921 році Жорж Ваньє став персональним асистентом (фр. aide-de-camp) та секретарем 12-го Генерал-губернатора Канади Джуліана Бинґа (фр. Julian Byng, 1st Viscount Byng of Vimy).
У 1925 році Ваньє служив підполковником і командиром 22-го Королівського Батальйону (фр. Royal 22e Régiment) на військовій базі Сітадель Квебек (фр. Citadelle de Québec) в місті Квебек.
Роком пізніше Ваньє став персональним асистентом 13-го генерал-губернатора Канади Фрімена Віллінгдона.
У 1928 році Ваньє призначено канадським представником до Ліги Націй.
У 1930 році Ваньє призначено послом Канади в Лондоні, а вже у 1939 році став надзвичайним і повноважним послом(англ. Envoy Extraordinary and Minister Plenipotentiary) у Франції [9]. Під час Другої світової війни за німецької окупації Ваньє з дружиною виїжджають у 1940 році з Франції до Британії і звідти повернулись до Канади у 1941.
У 1941 році Ваньє став надзвичайним і повноважним послом для урядів у вигнанні: Бельгії, Чехословаччини, Греції, Нідерландів, Польщі, Югославії, — і пізніше Франції. У 1942 році Ваньє отримав звання Генерал-майор.
З кінцем німецької окупації Франції у 1944 році Ваньє знову зайняв пост посла Канади у Франції, а також був представником Канади в ООН.
У 1953-му Ваньє вийшов у відставку і повернувся в Монреаль. Служив одночасно директором «Банку Монреалю» (фр. Bank of Montreal), «Креді-Фонсє Франко-Канадієн» (фр. Credit Foncier Franco-Canadien), страхової компанії «Стандард-Лайф» (англ. Standard Life Assurance Company), і «Ради Мистецтв Канади» (англ. Canada Council for the Arts).[6]

## Генерал-губернатор
у 1959 році Жорж Ваньє був номінований на посаду Генерального губернатора Канади на урочистому засіданні у присутності королеви. Незважаючи на слабке здоров'я і нестабільність політичної ситуації в Канаді в той час, Ваньє прийняв цю посаду зі словами «Якщо Господь бажає щоб я виконав цю роботу, він дасть сили на її виконання». Вибір франкомовного канадійця, військового, твердого прихильника лібералів був дещо дивним, але виявився дуже доречним, оскільки Жорж Ваньє значною мірою доклався до збереження цілості Канади при дотриманні прав франкомовних громадян. З перших днів своєї роботи Ж. Ваньоє наказав встановити двомовні таблиці на офіційних резиденціях в Оттаві. Ваньє заснував ряд інституцій, серед них Канадську конференцію родин, (пізніше Канадський інститут родини ім. Ваньє).

Жорж Ваньє помер 5 березня 1967 року у віці 78 років.

## Вшанування пам'яті
- «Кубок Ваньє» — Канадськоуніверситетське Футбольне змагання, в якому беруть участь чоловічі збірні команди Канадський між-університетський атлетичний союз"
- «Генерал-губернаторська нагорода з фехтування»
- Ваньє (острів)